# Brynica (powiat opolski)
Brynica (dodatkowa nazwa w niem. Brinnitz) – wieś w Polsce, położona w województwie opolskim, w powiecie opolskim, w gminie Łubniany, nad rzekami Brynicą i jej lewymi dopływami: Swornicą oraz Leszczną, 18 km w kierunku północnym od Opola. Zajmuje 2842,73 ha; w tym 1639 ha, tj. prawie 58% to lasy. Według stanu na 2009 r. mieszka w niej 1335 osób.
W miejscowości znajdują się m.in.: NZOZ (gabinet stomatologiczny), Publiczne Przedszkole, Publiczna Szkoła Podstawowa, biblioteka (filia Gminnej Biblioteki Publicznej w Łubnianach), leśnictwo, boisko LZS-u, remiza OSP, izba pamięci (utworzona w starej remizie straży pożarnej), zabytkowy rzymskokatolicki kościół parafialny pw. św. Szczepana, cmentarz, pomnik poświęcony poległym na I wojnie światowej mieszkańcom miejscowości, tartak (dawniej wodny, na rzece Brynicy), 2 sklepy spożywcze i należący do GS-u Turawa sklep wielobranżowy, bar, restauracja/hotel, 3 stadniny koni i pomnik przyrody (buk z ok. 1750 r., 29 m wysokości i 3,4 m obwodu, wpisany do wojewódzkiego rejestru pod nrem 264). W miejscowości działają m.in.: klub sportowy LZS Brynica, koło MN DFK, Grupa Odnowy Wsi, Stowarzyszenie Odnowy Wsi Brynica (powołane 27 stycznia 2009 r., wpisane do KRS-u 22 kwietnia 2009 r.) i Parafialny Zespół Caritas.

## Położenie
Brynica jest położona nad rzekami Brynicą, lokalnie nazywaną też Bryniczanką, i jej lewymi dopływami: Swornicą oraz Leszczną, 18 km w kierunku północnym od Opola.
Miejscowość leży na Równinie Opolskiej, na Obszarze Chronionego Krajobrazu Lasy Stobrawsko-Turawskie, w pobliżu Stobrawskiego Parku Krajobrazowego, Borów Kupskich i Jeziora Turawskiego. Najbliższe (pozamiejskie) duże zakłady przemysłowe to: PGE Elektrownia Opole SA w Brzeziu, należący do Stora Enso tartak w Murowie i nieczynna od 1996 r. huta szkła „Janina” w Murowie. Najbliższe miasta to: Kluczbork, Olesno, Dobrodzień, Kolonowskie, Ozimek, Opole i Wołczyn.
| SIMC    | Nazwa    | Rodzaj     |
| ------- | -------- | ---------- |
| 0498968 | Groble   | część wsi  |
| 0498974 | Gróbek   | część wsi  |
| 0498980 | Podgórze | część wsi  |
| 0498997 | Podlesie | część wsi  |
| 0499011 | Surowina | przysiółek |
| 0499005 | Wojtyle  | część wsi  |

## Administracja
Brynica należy administracyjnie do gminy Łubniany, w powiecie opolskim, w województwie opolskim. Miejscowość stanowi samodzielne sołectwo, w skład którego wchodzi także przysiółek Surowina; w wyborach do Rady gminy obie miejscowości tworzą okręg wyborczy (nr 1), posiadający 2 mandaty.
Miejscowość składa się z 5 części: Groble, Gróbek, Podgórze, Podlesie i Wojtyle. Nieformalnie wyróżnia się też dalsze 9 części: Górka (między Podgórzem a Surowiną), Klapac, Nandza (na południu miejscowości), Psiska (ulice Klasztorna i Leśna), Stawisko (na północny zachód od kościoła), Stawy (w centrum i na północy), Ślynzołk (na południu miejscowości), Wieś i Zołpocie.
W swojej historii Brynica prawie zawsze była związana administracyjnie z Opolem: od 1815 r. do zakończenia II wojny światowej należała do powiatu opolskiego (niem. Landkreis Oppeln) w rejencji opolskiej (niem. Regierungsbezirk Oppeln), a od 1950 r., niezależnie od zmian podziału administracyjnego, należy do województwa opolskiego. W latach 1946–1950 miejscowość należała do województwa śląskiego.
W latach 1954–1961 wieś należała i była siedzibą władz gromady Brynica, po jej zniesieniu w gromadzie Kup. 

## Etymologia nazwy
Stanisław Rospond w opracowanym przez siebie Słowniku etymologicznym nazw geograficznych Śląska podaje różne brzmienia nazwy miejscowości, zapisane w dokumentach. Są to: Fluss Brenicze, Fluss Brennica, Johannes de Byrcicze, Byrnicze, Brennitz, Byrcicze, Bryniczia, Brenicia, Brenicz, 4 nazwy z 3. dekady XVI w.: Brinitza, Bryntza, Brynica i Brinitze, Brinnicza (1564 r.), Brenica (1686 r.), Brenitz (1687 i 1743 r.), Breniz/Brenitz (1742 r.), Brinnitze (1784 i 1864 r.), Brynica (1864 r.), Brinnitz i Brünne. Samą zaś nazwę (pierwotnie Brennica) wyprowadza natomiast od prasłowiańskiego określenia „błota” – „brьnije”.
Podobną etymologię zaproponował prof. Henryk Borek, przywołując podane przez Stanisława Słońskiego starosłowiańskie słowa „brenije” i „breń”, będące określeniem „bagna”, „mokradła”, „szlamu”, „torfu”, „torfowiska”, co wiąże się z faktem, że miejscowość znajduje się na terenie nizinnym, a przepływające przez nią 2 rzeki w czasie wiosennych roztopów lub obfitych opadów deszczu powodowały, że szeroko zalany teren zmieniał się w bagno. Odmienne wyjaśnienie pochodzenia nazwy miejscowości podał nauczyciel Franciszek Wosch, w napisanej w 1937 r. kronice miejscowości. Wyprowadza on nazwę od słowa bór: Bórnica, Bornica, Bernica, Berczicza, Byrczica, Brenica i w końcu Brynica.

## Toponimia
Nazwa miejscowości pochodzi od nazwy rzeki, wspomnianej w dokumentach z lat 1228 i 1242 – odpowiednio Brennicham fluvium i Brenniciam fluvium. Następnie nazwa topograficzna została zamieszczona 31 października 1289 r. w roczniku klasztoru w Czarnowąsach przy informacji o podarowaniu klasztorowi przez księcia Mieszka Opolskiego 100 łanów znajdującego się nad rzeką lasu, zwanego Witalisa Poramba. Późniejsze dokumenty wspominają o rzece następująco: Breniczam fluvium (1309 r.), Brennicam (1316 r.) i im Flusse Prandinicze (1333 r.).
W dokumencie lokacyjnym z 1333 r. miejscowość wystąpiła jako Brynicze. W 1447 r. w dokumencie z informacją o sprzedaży 1 łanu pola sołtysowi użyto nazwy Brenitz. Ta sama nazwa została odnotowana w latach 1531–1686 w związku z pobieraniem z miejscowości dziesięciny przez dziekana z Opola. W 1673 r. miejscowość zapisano jako Brynic w dokumencie, informującym o procesie „volnych Scholtyssów” z proboszczem czarnowąskim o nadużycia w pobieraniu dziesięciny. Topograficzny słownik Prus z 1835 roku notuje wieś pod polską nazwą Brinice, a także zgermanizowaną Brinitze.
Ze względu na polskie pochodzenie 19 maja 1936 r. w miejsce nazwy Brinnitz nazistowska administracja III Rzeszy wprowadziła nową, całkowicie niemiecką nazwę Brünne. 12 listopada 1946 r. powrotnie nadano miejscowości nazwę Brynica.

## Historia

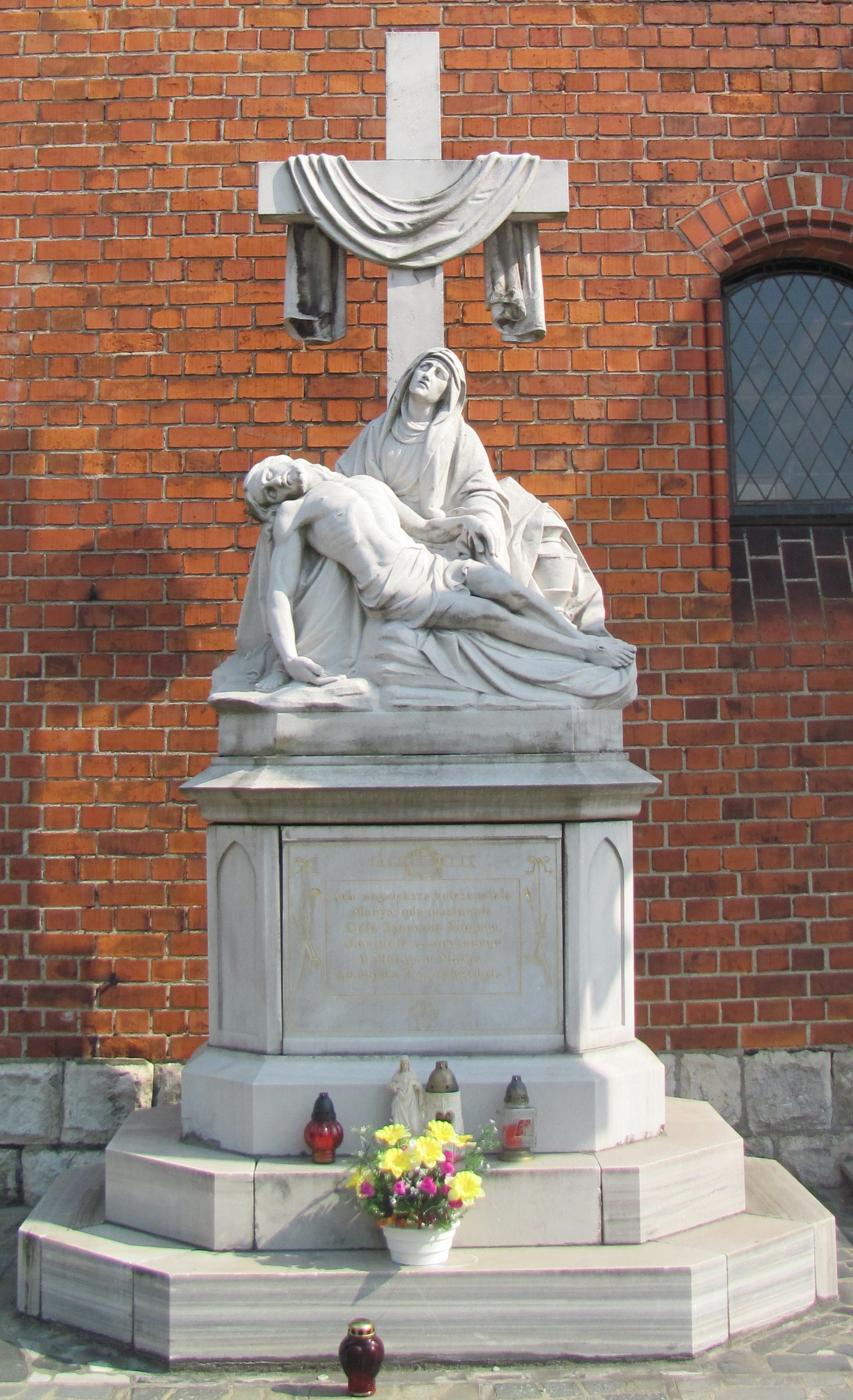
Statua Piety obok kościoła (2011 r.)

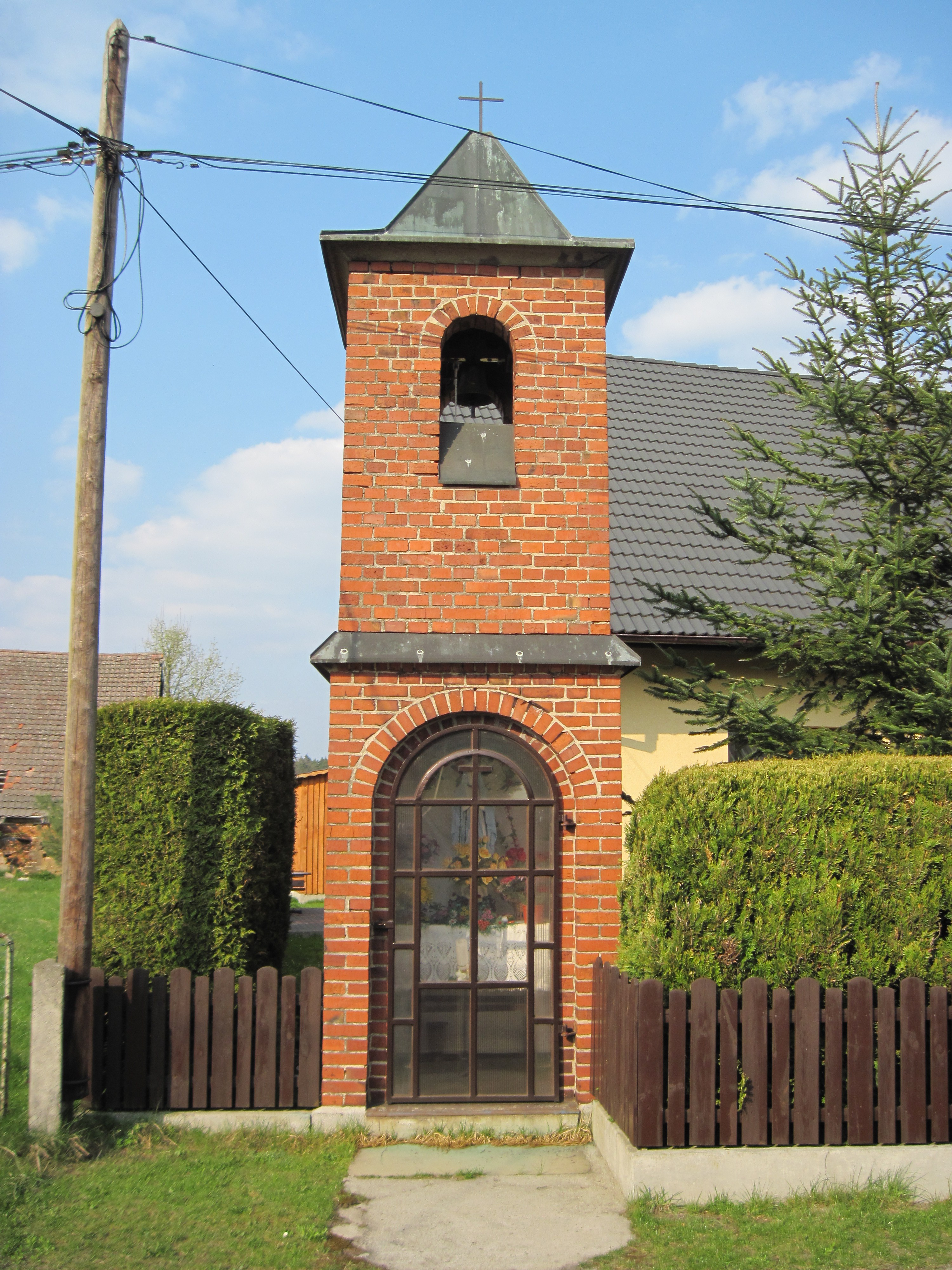
Kapliczka Najświętszej Maryi Panny przy ul. Kwiatowej (2011 r.)

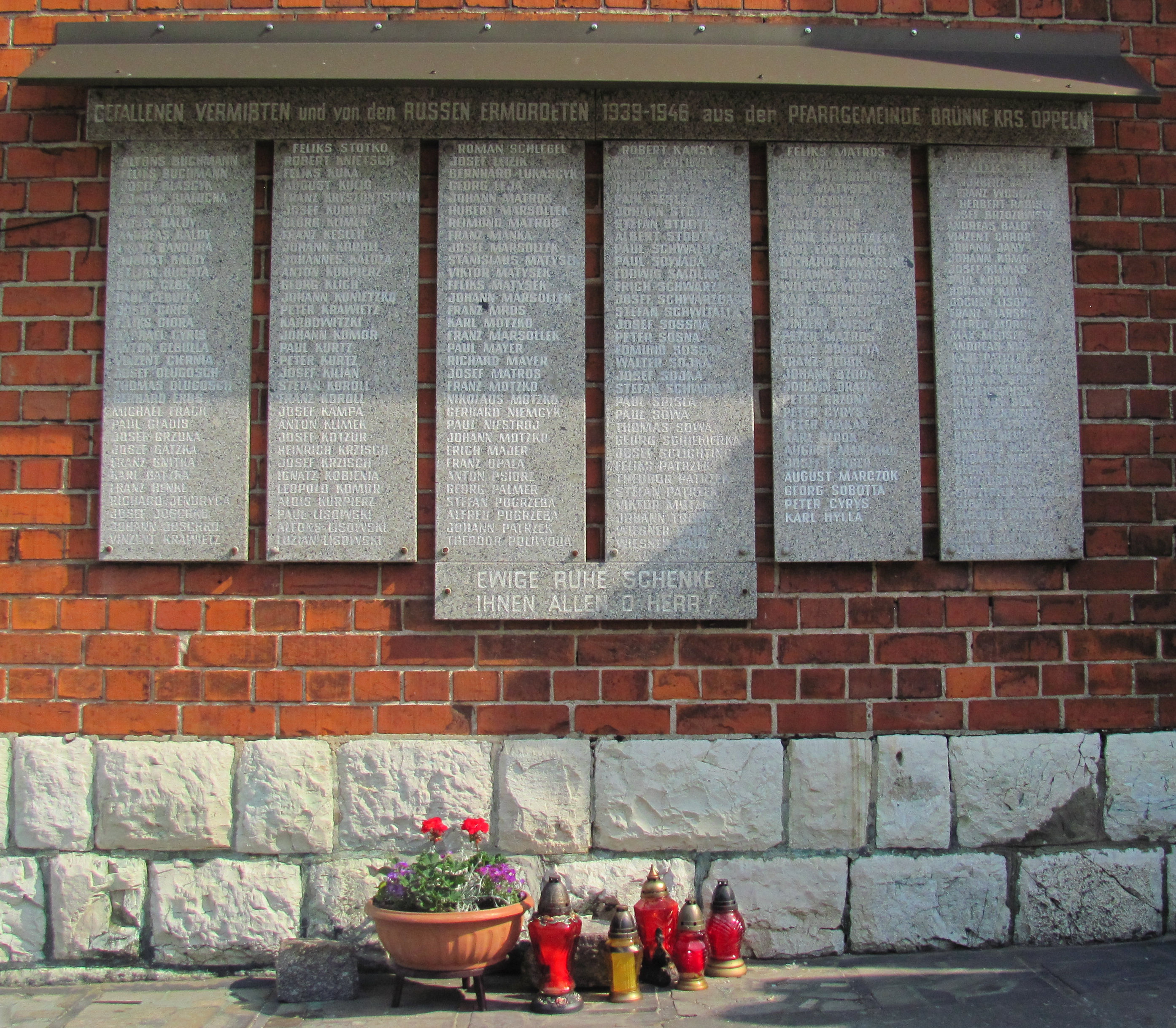
Tablice upamiętniające mieszkańców miejscowości poległych na II wojnie światowej, umieszczone na przedniej ścianie kościoła (2011 r.)

W trakcie wykopalisk archeologicznych, prowadzonych na obszarze miejscowości, znaleziono w kilku miejscach narzędzia kamienne, pochodzące z okresu neolitu. W 1982 r. Wojciech Łonak odkrył w okolicy skrzyżowania ulic Powstańców Śląskich i Stawowej ślady datowanej na okres kultury przeworskiej osady produkcyjnej, w której wytapiano żelazo, korzystając z pozyskiwanej z okolicznych łąk rudy darniowej. Badania z 1978 r. pozwoliły określić istnienie na przełomie III i IV w. osady przy obecnej ul. Stawowej, między rzekami Swornicą i Brynicą. Na podstawie badań archeologicznych stwierdzono istnienie w tym miejscu grodu, datowanego na XIV/XV w. Miał on kształt koła o średnicy niewiele większej niż 100 m i otoczony był fosą (po której widoczne ślady zachowały się do czasów współczesnych).
Początki Brynicy związane są z klasztorem w Czarnowąsach. Lokacja na prawie magdeburskim miała miejsce 24 marca 1333 r., kiedy to Godfridus, prepozyt klasztoru w Czarnowąsach, sprzedał braciom Wenclowi/Wenzlowi/Wawrzyńcowi i Stanco/Stanko Cira/Cyra, synom Stoco/Stozo, dziedziczne sołectwo Brynicze z prawem lokacji nowej wsi nad rzeką Brynicą, przy szlaku wiodącym do grodu obronnego między Murowem a Zagwiździem (szlak ten jest wspomniany m.in. w dokumencie z 1289 r.). Zobowiązaniem wobec klasztoru było dostarczanie miodu i wosku pszczelego; klasztor zarezerwował sobie też 2 łany na potrzeby przyszłej parafii. Obowiązkiem sołtysa był też udział w wojnie albo wyposażenie i wysłanie jednego jeźdźca i jednego piechura do wojska książęcego. Prawdopodobnie było to drugie założenie miejscowości w tym miejscu.
Według hipotezy z Brynicą był powiązany pochodzący z Opolszczyzny rycerz, Pakosch von Breynicz, który wziął udział w bitwie pod Grunwaldem, walcząc po stronie polskiej, w XIII chorągwi wieluńskiej.
W 1723 r. odnotowuje się istnienie w miejscowości młyna, w 1743 r. – 2 młynów, szynku i owczarni, w 1784 r. – 2 folwarków, kościoła rzymskokatolickiego, szkoły i huty szkła, w 1845 r. – folwarku, szkoły, gorzelni, olejarni, młyna i palarni potaszu, natomiast w 1864 r. – folwarku. Młyn pracował na rzecz klasztoru w Czarnowąsach.
Od 1911 r. we wsi działała polska biblioteka zorganizowana przez działaczy Towarzystwa Czytelni Ludowych. Biblioteka ta została zamknięta na czas I wojny światowej i ponownie otwarta w 1919 r.

### Po I wojnie światowej
Po I wojnie światowej miejscowa ludność wysłała delegatów na Polski Sejm Dzielnicowy w Poznaniu w 1918 r. – Zuzannę Draghs i Roberta Drapa
W czasie powstań śląskich w miejscowości działała niemiecka „samoobrona” (niem. Selbstschutz), której przewodniczył Franciszek Wosch. Zdecydowania większość mieszkańców skupiała się jednak w organizacjach polskich. We wsi działała Biblioteka Towarzystwa Czytelni Ludowych na czele z Bartłomiejem Patrzkiem, Filia Zjednoczenia Zawodowego Polskiego – której członkami byli: prezes – Jan Kurpierz, Ignacy Klimek, Roch Giza, Towarzystwo Oświaty im. św. Jacka, Towarzystwo Polek, Towarzystwo Skautów Opolskich – zorganizowane m.in. przez Cieślaka, Towarzystwo Śpiewacze „Lutnia” (spotykające się w sali Pana Silke), gniazdo Towarzystwa Gimnastycznego „Sokół”. Języka polskiego bronił także ks. Jan Cygan, za co próbowano go usunąć w czasie III Powstania Śląskiego. Osoby, które naraziły się Niemcom w tym czasie, tak jak Bartłomiej Ciurlok, wywożone były do obozu koncentracyjnego w Cottbus-Sielow. Podczas plebiscytu w 1921 r. z 1230 uprawnionych osób głosowały 1203 (ok. 97,8%), w tym 886 osób (ok. 73,6%) miejscowych i 332 osoby (ok. 27,6%) przyjezdne (zwolennicy Niemiec); za przynależnością do Niemiec głosowało 637 osób (ok. 53%), a za przynależnością do Polski 566 osób (ok. 47%). Po zakończeniu III powstania śląskiego, w wyniku represjii część wymienionych organizacji zaprzestało działalności. W okresie międzywojennym, aż do 1933 r., prowadzone były w Brynicy kursy języka polskiego, a także uczono religii w języku polskim. W języku polskim odbywały się także wszystkie nabożeństwa w miejscowyym kościele, zarówno codzienne, jak i w niedzielę. Do 1933 r. w każdą niedzielę 2 nabożeństwa z kazaniem w j. polskim. W styczniu 1934 r. wprowadzono jedno poranne nabożeństwo w j. niemieckim. Przy kościele działały Kongregacja Mariańska, Trzeci Zakon, Związek Matek Chrześcijańskich oraz Związek św. Franciszka Ksawerego. Przed 1945 r. we wsi działały organizacje sportowa i kombatancka. 21 stycznia 1945 r., ok. godz. 22.30, wkroczyli do miejscowości żołnierze Armii Czerwonej; nadeszli od strony północnej (miejscowość Murów). W trakcie zdobywania miejscowości zginęło 34 jej mieszkańców; kilka domów (w tym leśniczówka) zostało spalonych, a budynek, w którym znajdowała się poczta, został ostrzelany z czołgu.
W latach powojennych znacjonalizowano młyn. W latach 40. i 50. w miejscowości nastał terror: dokonano co najmniej 5 zabójstw (w lutym 1945, w lipcu 1947 r. zastrzelono 2 kolejnych sołtysów, w listopadzie 1952 i w listopadzie 1955 r.), dla których upatruje się przyczyn politycznych. 3 sierpnia 1947 r. podczas zabawy w sali tanecznej przy karczmie wystrzelono w jej kierunku pocisk z panzerfausta (trafiając w ścianę, a nie w okno, dzięki czemu nie było ofiar śmiertelnych). Od 1950 r. do grudnia 1955 r. dokonywano podpaleń, w wyniku których spłonęły 3 domy mieszkalne i 20 stodół. Sytuacja była na tyle napięta, że po miejscowości krążyły patrole MO i UBP, oświetlano zaplecza gospodarstw a mieszkańcy organizowali się w straże obywatelskie; sprowadzono też oddział wojska. Ostatecznie za podpalenia w Brynicy (a także okolicznych miejscowościach: Łubnianach, Masowie, Biadaczu i Świerklach) skazano i poddano obserwacji w zakładzie psychiatrycznym jej mieszkańca. Istnieją przypuszczenia, że podpalenia mogły mieć podłoże polityczne, ponieważ dotyczyły głównie organizatorów spółdzielni rolniczych w miejscowości. W latach 60. w miejscowości wybudowano kilka zbiorników p. poż. i przystosowano w tym celu istniejące już zbiorniki wodne. Są to m.in. ujęcie wody w centrum wsi, utworzone ze starego stawu (tzw. dołu Patrzkowego) i zbiornik utworzony w 1960 r. przy pomocy Gminy na Podlesiu, przy skrzyżowaniu ulic 1 Maja i Prostej.
Na początku lat 90. uporządkowano plac w centrum miejscowości, wybrukowano go i nadano mu nazwę Arnstein, dla uczczenia podpisanego w 1993 r. układu partnerskiego między Gminą Łubniany a miastem Arnstein w Niemczech. Posadzono też drzewo przyjaźni, które jednak przy okazji kolejnego porządkowania placu zmieniono na inne. W połowie lat 90. miejscowość została stelefonizowana. W latach 1994 i 1996 w Brynicy i okolicznych miejscowościach często występowały pożary lasów, przy czym w pierwszym roku podpalaczem okazał się mieszkaniec Łubnian. Na początku XXI w. miejscowość podłączono do sieci wodociągowej.
W 2007 r. miejscowość przystąpiła do programu Odnowy Wsi. Latem 2009 r. przez Brynicę przeszła powódź, spowodowana wylaniem rzek Brynica i Swornica. W związku z tym 28 lipca 2009 r. mieszkańcy, z inicjatywy Stowarzyszenia Odnowy Wsi Brynica, wystosowali petycję do Wojewódzkiego Zarządu Melioracji i Urządzeń Wodnych w Opolu. W jej wyniku zostały przeprowadzone prace, mające na celu oczyszczenie i udrożnienie rzeki. 17 października 2009 r. miejscowości przyznano główną nagrodę w konkursie „Najpiękniejsza Wieś Opolska 2009”.

## Zabytki
Do wojewódzkiego rejestru zabytków wpisane są:
- kościół parafialny, rzymskokatolicki pw. św. Szczepana[39], murowany, neogotycki został wybudowany w okresie od maja[4] 1901 r. do 1903 r., w miejscu wcześniejszego, drewnianego kościoła; plany architektoniczne sporządził Królewski Powiatowy Inspektor Budowlany z Pokoju, architekt Nettmann. Nowy kościół jest 2-nawowy, o postaci halowej. Ma 19,5 m szerokości i 25 m długości; nawa boczna znajduje się po lewej stronie nawy głównej. Dodatkowymi pomieszczeniami są zakrystia i miejsce na palenisko. Wieża (wraz z miejscem na dzwony), przybudowana do kościoła z jego lewej (wschodniej) strony, ma 40 m wysokości (od podstawy do końca krzyża). Prezbiterium z apsydą i gotyckim sklepieniem zostało dostosowane do ołtarzy ze starego kościoła, które przy okazji budowy nowego kościoła całkowicie odrestaurowano. Sufit kościoła jest drewniany i półokrągły. 2-manuałowe organy sprowadzono ze Świdnicy. Poświęcenia kościoła dokonał 11 listopada 1903 r. dziekan Franciszek Ksawery Muschiol ze Starych Siołkowic; konsekracja nastąpiła dopiero po wykończeniu i wyposażeniu wnętrza kościoła, 23 listopada 1911 r., i dokonał jej kardynał Georg von Kopp[23]. W czasie budowy nowego kościoła nabożeństwa były odprawiane w prywatnym domu obok kościoła i plebanii. Pierwsza koncepcja budowy kościoła zakładała wysmukły, wielonawowy budynek; uznano to jednak za zbyt skomplikowany projekt i przesadę w stylu, a co za tym idzie zbyt drogie. Budowie nowego kościoła sprzeciwiał się początkowo kardynał Kopp; także Urząd Królewski w Opolu nie chciał początkowo (mimo prawnego obowiązku) zapłacić swojej części wkładu w koszty budowy i uczynił to dopiero po przegranym procesie. W czasie I wojny światowej zabrano dzwony i piszczałki organowe. Uzyskano je ponownie dopiero 30 czerwca 1922 r. Nowe piszczałki pochodziły z firmy „Schlag & Söhne” ze Świdnicy. Za nowe dzwony zapłacono 110 tys. marek, z czego 40 tys. pochodziło od rządu w ramach odszkodowania. Podczas II wojny światowej znowu zabrano dzwony. Uzyskano je ponownie dopiero w 1957 r. 4 dzwony: Maria, Józef, Szczepan i Cecylia, zostały odlane w hucie „Małapanew” w Ozimku. Konsekracji dokonał 4 sierpnia 1957 r. bp opolski Franciszek Jop. W 1951 r. odnowiono i odmalowano kościół. W 1978 r. kościół został ponownie odnowiony; w ramach całkowitej zmiany wystroju wnętrza zmieniono w nim ołtarz, stare umieszczając w nawie bocznej. W 1995 r., przy okazji kolejnego remontu, ponownie umieszczono stare ołtarze w prezbiterium i po jego bokach. Od początku lat 90. wieża kościelna służy w okresie letnim jako punkt obserwacyjny dla strażaków. Na początku XXI w. poddano renowacji zabytkowe ołtarze boczne: w pierwszej kolejności prawy, a następnie lewy. Zakończenie prac miało miejsce 11 września 2009 r., a konserwatorem był Andrzej Marek Barski z Nysy[40]. W wyposażeniu kościoła znajdują się rzeźby z lat 30. XX w., m.in. rzeźba Floriana z Lauriacum, odnowiona w latach 70. z inicjatywy ówczesnego proboszcza, Adama Polechońskiego, obraz przedstawiający Matkę Bożą Częstochowską (jego peregrynacji dokonano 29–30 stycznia 1965 r., a II peregrynacji 8–9 maja 1995 r.) oraz zabytkowe monstrancja (z XVIII w.), naczynia liturgiczne (m.in. puszka z 1933 r.) i relikwiarze, które zostały odnowione w latach 1995–1996. Dawniej wisiała pod chórem tablica upamiętniająca poległych w czasie wojny francusko-pruskiej (1870–1871); wedle podań widniały na niej 3 nazwiska, w tym ksiądz[30]. Przed kościołem znajduje się m.in. marmurowa statua Piety, którą wykonał w 1914 r. kamieniarz Ludwik Stehr z Głuchołaz, a ufundował ówczesny proboszcz parafii brynickiej, Jan Cygan[30]. Z inicjatywy DFK umieszczono na przedniej ścianie wieży kościelnej granitowe tablice z nazwiskami poległych i zaginionych podczas II wojny światowej; w późniejszym czasie nad tablicami umieszczono okap, by spadająca z miedzianego dachu woda nie zanieczyszczała ich[30]. Kościół posiada wyposażenie: ołtarze główny i boczne, ambona, chrzcielnica, barokowy krucyfiks z XVIII w., regencyjny krzyż ołtarzowy, lichtarz cynowy z XVIII w. i monstrancja[41]. Odpust jest obchodzony nie w dniu wspomnienia św. Szczepana – 26 grudnia, tylko na początku sierpnia, w dniu wspomnienia przeniesienia w 555 r. relikwii św. Szczepana z Konstantynopolu do Rzymu[42].
- kaplica z XIX w., murowana, w kształcie uskokowego słupa z wnęką, zwieńczona szczytem falistym; w środku ludowa rzeźba Najświętszej Maryi Panny z XIX w.[41]

Inne zabytki:
- plebania z XVIII/XIX w., parterowa, murowana z cegły, otynkowana, na rzucie prostokątnym, 2-traktowa, z sienią na osi na przestrzał; elewacja frontowa 5-osiowa z osią środkową lekko zaakcentowaną; obramienia okien i wejść uszate w tynku; mansarda nadbudowana ok. 1903 r.; wysoki dach naczółkowy z powiekami[41]
- zagrody z 2. ćwierci XIX w. przy ul. Powstańców Śląskich 34 i 36; są to 2 domy parterowe, murowane, otynkowane, usytuowane szczytowo, 2-osiowe z dachami 2-spadowymi, krytymi dachówką; do początku lat 90. między budynkami znajdowały się odcinki muru flankującego wjazd na dziedziniec gospodarczy, z furtami zamkniętymi półkoliście[41]
- barokowo-ludowa rzeźba Jana Nepomucena z XVIII w., znajdująca się w murowanej kapliczce z 1903 r. (postawionej w miejscu wcześniejszej, drewnianej) obok kościoła[41]
- pomnik poległym mieszkańcom, inicjatorem postawienia znajdującego się w centrum miejscowości pomnika, poświęconego poległym na I wojnie światowej mieszkańcom miejscowości, był Franciszek Wosch. Koszt pomnika wyniósł 252 mln marek. Marmur na tablicę i wieńczącą pomnik rzeźbę archanioła Michała sprowadzono z Głuchołaz, z kopalni marmuru, której właścicielem był Ludwik Stehr. Budową kierował Baltazar Pogrzeba – murarz z Gróbka. Poświęcenie pomnika miało miejsce 9 września 1923 r.; był wówczas obecny także hrabia Michael von Matuschka, jeden ze sponsorów pomnika, który wygłosił z tej okazji przemówienie[33]. Po II wojnie światowej tablice z nazwiskami zostały zacementowane; sam pomnik miał zostać zdemontowany, ale nie doszło do tego m.in. ze względu na opór ówczesnego proboszcza, Adama Polechońskiego. W 1992 r. z inicjatywy DFK i ze składek jego członków pomnik został odnowiony[30].

zabytki nieistniejące:

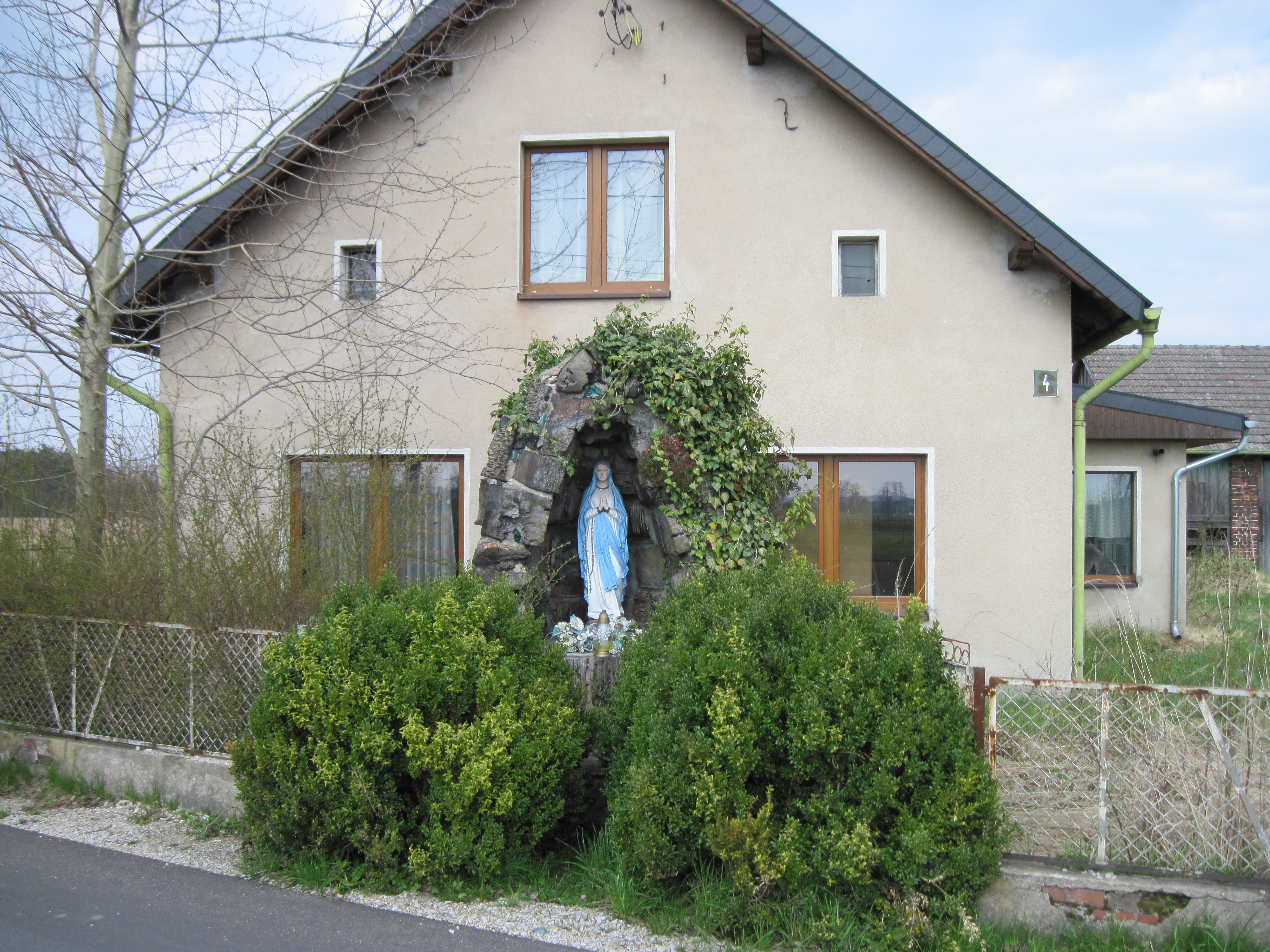
Grota Najświętszej Maryi Panny przy ul. Prostej (2011 r.)

- kościół drewniany, istnienie w miejscowości drewnianego kościoła, przynależnego, jako filia parafii w Dobrzeniu Wielkim, do klasztoru w Czarnowąsach; stan ten trwał do sekularyzacji w 1810 r., odnotowuje się w 1687 r.[29], ale być może pierwszy drewniany kościół istniał w tym miejscu już na przełomie XV i XVI w[43]. Inwestyturę na niego otrzymał 13 marca 1681 r. od wikariusza generalnego z Nysy (jako urzędnika bpa z Wrocławia) proboszcz z Dobrzenia Wielkiego, norbertanin Jan Nerlich. Drewniany kościół był skierowany na wschód (prezbiterium było nieco węższe niż nawa, na rzucie prostokątnym i zamknięte ścianą prostą), zbudowany w konstrukcji wieńcowej (zrębowej)[44] na rzucie prostokątnym (7 m szerokości i 20 m długości), bez apsydy prezbiterium i zakończony od strony zachodniej wieżą (5 × 5 × 15 m) z dzwonem, która była jednocześnie bramą wejściową. Na piętrze dzwonowym wieży były wycięte ozdobne okna; wejście do wieży poprzedzał łukowy daszek gontowy, natomiast samą wieżę pokrywał wysoki dach namiotowy, kryty gontem[44]. 2-spadowy dach był pokryty gontem. Z prawej strony nawy znajdowała się kaplica, prawdopodobnie chrzcielna. Z tyłu kościoła, od północnej strony prezbiterium, znajdowała się murowana zakrystia, o wymiarach 5,6 × 7,5 m, także kryta gontem. Przy północnej ścianie nawy znajdowało się zadaszenie o charakterze sobót, wsparte na drewnianych słupach i kryte gontem[44]. W kościele znajdowały się 3 ołtarze barokowe z początku XVIII w.: główny z mensą i tabernakulum z początku XX w., 2-kondygnacjową nastawą ołtarzową o bogatej dekoracji akantowej z parami kolumn i rzeźbami: Norberta z Xanten, nieoznaczonego bpa, Jadwigi Śląskiej (po lewej stronie), przypuszczalnie Notburgi, archanioła Michała, aniołów i pelikana oraz obrazami przedstawiającym Męczeństwo św. Szczepana (współczesny, w polu środkowym) i Trójcę Świętą (owalny, w górnej kondygnacji) oraz 2 boczne z kolumnami i dekoracjami akantowymi: lewy z rzeźbami Jakuba Większego Apostoła, przypuszczalnie Gebharda, Barbary z Nikomedii, nieoznaczonej świętej kościoła katolickiego, Anioła Stróża i puttów oraz współczesnymi obrazami, przedstawiającymi małą świętą Rodzinę (w polu środkowym) i ucieczkę z Egiptu (owalny, w górnej kondygnacji) oraz prawy z rzeźbami św. Antoniego, niezidentyfikowanego pielgrzyma, 2 niewiast i aniołów oraz obrazem z 1. połowy XIX w., przedstawiającym Jana Ewangelistę na Patmos. Retabulum ołtarzyka z 2. połowy XVII w., barokowe, ujęte parami kolumn z przełamującym się belkowaniem oraz rzeźbą anioła w zwieńczeniu; w nastawie ołtarzowej znajdują się współczesne obrazy, malowane na drewnie (przemalowane), przedstawiające: Matkę Boską Wspomożenia Wiernych i Barbarę z Nikomedii. Dalszym wyposażeniem były: chrzcielnica z ok. 1700 r., barokowa, drewniana (ze współczesną misą cynową w środku), bogato zdobiona, zwieńczona rzeźbą Jana Chrzciciela i ambona z ok. 1700 r., barokowa, z rzeźbami 4 ewangelistów na parapecie oraz Chrystusa Salwatora i aniołów na baldachimie. Drewniany budynek kościoła okazał się nieodporny na dużą wilgoć – dach przeciekał, a ściany trzeba było podpierać, by nie przewróciły się; w końcu ze względów bezpieczeństwa zakazano odprawiania w nim nabożeństw. Po jego rozbiórce część drewna kupił ówczesny sołtys, Ignacy Patrzek, by mieć budulec do budowy domu, reszta natomiast została przekazana na budowę budynku Sądu Rejonowego w Kupie.

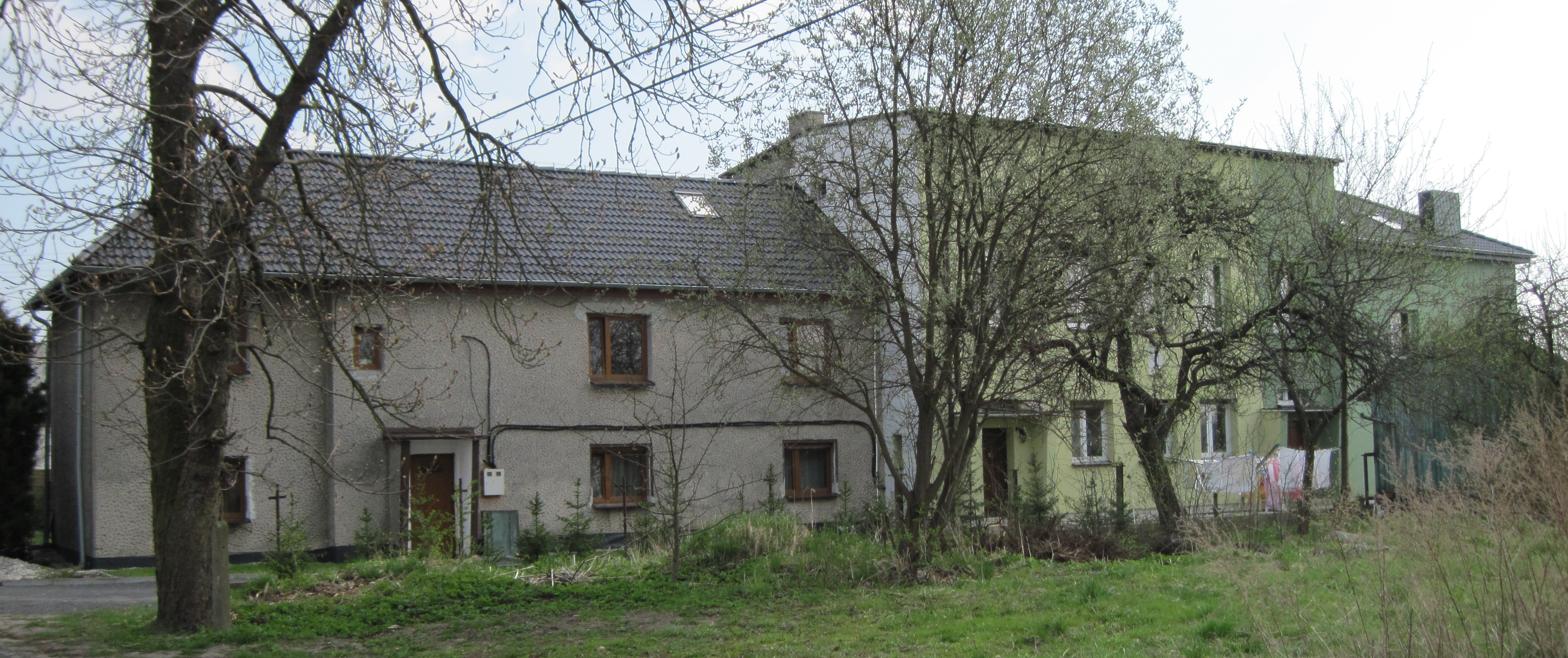
Dawny budynek klasztoru (2011 r.)

- klasztor, 15 listopada 1928 r. proboszcz Walter Jaesche sprowadził z Leśnicy siostry zakonne, Służebniczki Najświętszej Maryi Panny Niepokalanie Poczętej. Początkowo przebywały one w prywatnym domu i zajmowały się opieką nad chorymi i osobami starszymi oraz prowadziły szkołę żeńską, w której nauczały prowadzenia gospodarstwa domowego (gotowanie, krój, szycie i haft, ogrodnictwo, opieka zdrowotna). W latach 30. został wybudowany klasztor przy obecnej ul. Klasztornej. Wówczas siostry zaczęły prowadzić także przedszkole (ochronkę)[33]. Przedszkole przy klasztorze było prowadzone do 1953 r. – w tym roku siostry zakonne musiały opuścić klasztor, w którym urządzono ośrodek zdrowia i mieszkanie dla milicjanta, a przedszkole stało się publiczne i prowadzono je w budynku „starej szkoły”[33]. Po 1956 r. siostry mogły wrócić do budynku, który jednakże w międzyczasie został pozbawiony umeblowania.

## Infrastruktura

### Infrastruktura społeczna
W Brynicy znajduje się gabinet stomatologiczny (NZOZ). Najbliższe ośrodki zdrowia i apteki znajdują się w Kupie i Łubnianach; są to odpowiednio „Radamed” Praktyka Lekarska i apteka oraz SPZOZ Gminny Ośrodek Zdrowia i Apteka „Pod Lipami”. Zgodnie z kontraktem NFZ-u, przypisaną do Brynicy placówką świadczącą usługi w zakresie nocnej i świątecznej opieki zdrowotnej jest EMC Instytut Medyczny SA Szpital Świętego Rocha w Ozimku. Najbliższe jednostki państwowego ratownictwa medycznego znajdują się w Dobrzeniu Wielkim (specjalistyczny zespół ratownictwa medycznego) i Opolu (podstawowy i specjalistyczny zespół ratownictwa medycznego oraz szpitalny oddział ratunkowy). Najbliższa jednostka straży pożarnej to OSP Brynica; najbliższa jednostka włączona do KSRG to OSP Łubniany. W ramach struktury PSP Brynica podlega pod KM PSP Opole. Brynica należy do rejonu służbowego nr 40, sektoru nr 20, komisariatu policji w Dobrzeniu Wielkim. W ramach podziału policji na komendy szczebla wojewódzkiego Brynica podlega pod Komendę Miejską Policji w Opolu. Najbliższe Urzędy pocztowe Poczty Polskiej SA znajdują się w Kupie i Łubnianach.
Uczniowie z Brynicy odbywają naukę w zakresie podstawowym w Publicznej Szkole Podstawowej w Brynicy, a następnie w gimnazjum przy Zespole Szkolno-Przedszkolnym w Kupie. Najbliższe placówki szkolnictwa ponadpodstawowego to: Zespół Szkół w Dobrzeniu Wielkim, Zasadnicza Szkoła Zawodowa Zespołu Szkół w Dobrzeniu Wielkim (w Dobrzeniu Małym), Zespół Szkół w Pokoju i placówki w Opolu.

### Infrastruktura techniczna
Brynica jest zelektryfikowana, stelefonizowana i zwodociągowana. Operatorem sieci dystrybucji energii elektrycznej jest należąca do grupy Tauron EnergiaPro SA (oddział w Opolu, rejon Opole). Operatorem sieci telekomunikacyjnej jest Telekomunikacja Polska SA. W miejscowości, przy placu Arnstein, znajduje się też publiczny automat telefoniczny z funkcją SMS i eMail (nr: 77-80-33-801). Brynica jest przyłączona do administrowanego przez Urząd Gminy w Łubnianach tzw. wodociągu grupowego „Północ”, dla którego punktem zasilania jest ujęcie wody pitnej w Niwie.

### Transport

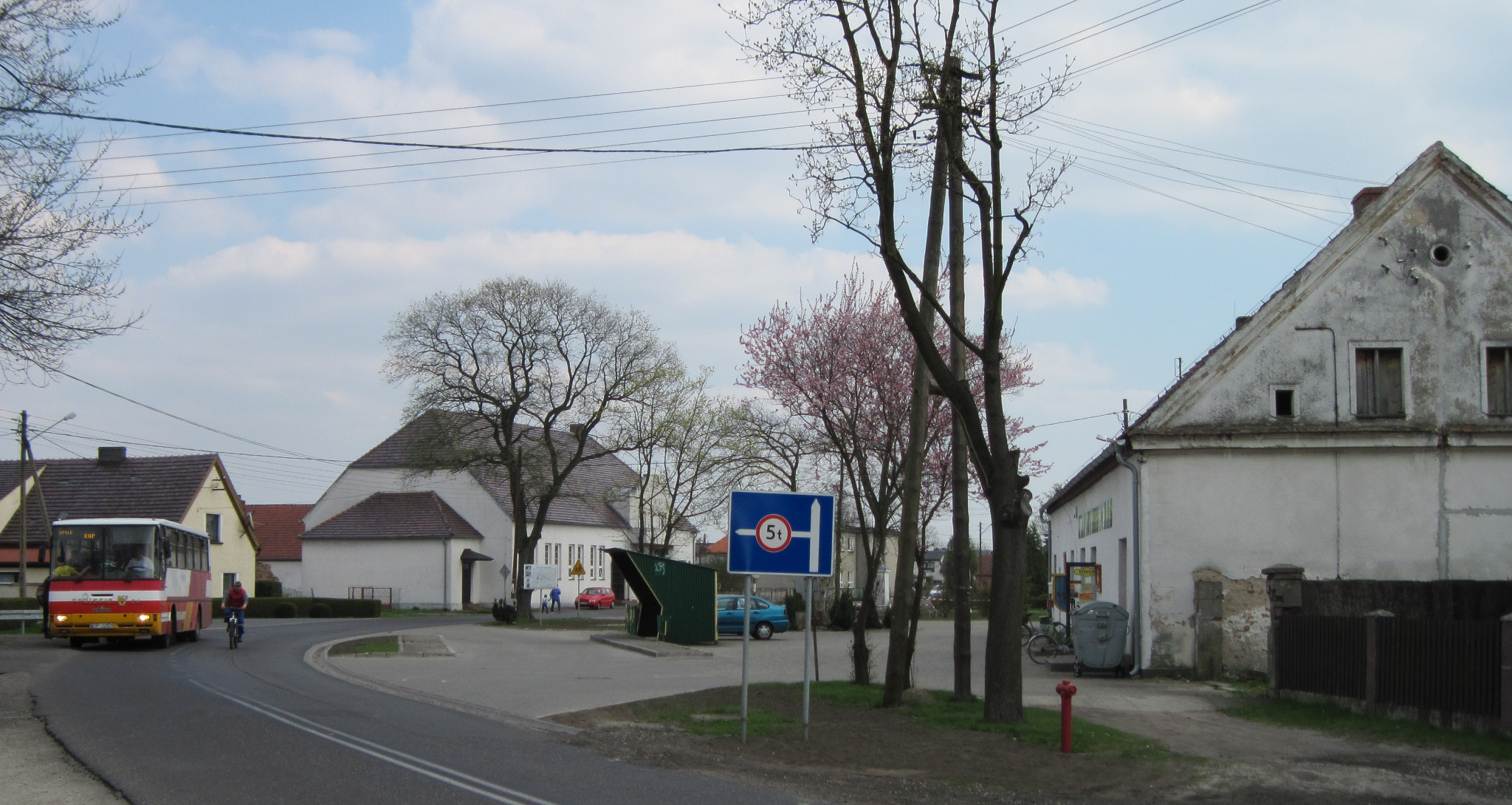
Autobus PKS-u na przystanku „Brynica, centr.” w centrum miejscowości (2011 r.)

Przez miejscowość przechodzi 1 droga wojewódzka nr 461 (ulice Powstańców Śląskich i Łubniańska), 2 drogi powiatowe nr 1702 (ulica Opolska, prowadząca przez Surowinę i Świerkle do Czarnowąs, do drogi wojewódzkiej nr 454) i 1721 (ulica 1 Maja, prowadząca do Grabczoka) oraz 10 dróg gminnych (ulice Klasztorna, ks. Klimasa, Krzywa, Kwiatowa, Leśna, Młyńska, Ogrodowa, Polna, Prosta i Stawowa). Poprzez drogi leśne możliwy jest też dojazd do miejscowości od strony Murowa i Zagwiździa, Dąbrówki Łubniańskiej, Kosowca i Jełowej oraz Dobrzenia Wielkiego i Brzezia. Najbliższa droga rangi krajowej to 45 (ok. 11 km – Jełowa, ok. 13 km – Opole).
Najbliższe stacje i przystanki kolejowe to: Dobrzeń Wielki (ok. 9 km), Opole Czarnowąsy (ok. 11 km) i Jełowa (ok. 10 km), znajdujące się przy liniach kolejowych nr 277 (Opole – Wrocław przez Jelcz-Laskowice) i 301 (Opole – Namysłów), po których kursują pociągi Przewozów Regionalnych Sp. z o.o., relacji Opole – Jelcz-Laskowice (Dobrzeń Wielki i Czarnowąsy) oraz Opole – Namysłów, Nysa – Kluczbork i Opole – Kluczbork (Jełowa). Najbliższe węzły kolejowe to: Jełowa (linie kolejowe nr: 293 i 301) oraz Opole Główne (ok. 18 km; linie kolejowe nr: 132, 136, 144, 277, 287 i 301).
W miejscowości znajdują się 4 czynne przystanki autobusowe („Brynica”, „Brynica, skrz.”, „Brynica, centr.” i „Brynica,ul.Młyńska”), przy których zatrzymują się autobusy Opolskiego PKS-u SA, kursujące na trasie Opole – Brynica (do połowy 2011 r. także na trasie Opole – Stare Budkowice (przez Brynicę)). Piąty przystanek (na żądanie), znajdujący się przy ul. Łubniańskiej, jest nieczynny od lipca 2009 r., kiedy to zawieszono linie relacji Opole – Kup (przez Łubniany) i Opole – Kaniów (przez Łubniany).

## Demografia
| Zmiana liczby mieszkańców Brynicy od XVIII do XXI w. |
| ---------------------------------------------------- |

Pierwsze dane o liczbie ludności, dotyczące Brynicy wraz z przysiółkiem Surowina, pochodzą z 1743 r. – wynosiła ona 237 mieszkańców. Według stanu na 1845 r. w Brynicy mieszkały 774 osoby. W 1886 r. liczba mieszkańców wynosiła 1426. Wedle danych z 1910 r. Brynicę zamieszkiwało 1569 osób: 1483 osoby (ok. 94,5%) zadeklarowały język polski jako macierzysty, natomiast 72 (ok. 4,6%) – język niemiecki. Leksykon Polactwa w Niemczech podaje, że wedle spisu z 1910 r. miejscowość zamieszkiwało 1497 Polaków. W dwudziestoleciu międzywojennym nadal utrzymywała się tendencja wzrostowa zmian demograficznych – zgodnie z danymi na lata 1925, 1933 i 1939 liczba ludności wynosiła odpowiednio 1594, 1619 i 1668 (wedle innych danych 1598) osób. Po II wojnie światowej nastąpił spadek liczby mieszkańców – w 1946 r. wynosiła ona 1565 osób. W 1960 r. w 321 budynkach mieszkały 1424 osoby, w tym 649 (ok. 54,4%) to kobiety, 57,7% mieszkańców było w wieku produkcyjnym; z rolnictwa utrzymywało się 40,2% osób. Przez 5 kolejnych lat przybyło 106 osób – miejscowość liczyła w 1965 r. 1530 mieszkańców, w tym 823 kobiety (ok. 53,8%). W 1988 r. w miejscowości mieszkało 1365 osób, w tym 699 (ok. 51,2%) to kobiety; ludność tworzyła 459 gospodarstw domowych. W 1994 r. w miejscowości mieszkało 1370 osób w 330 budynkach, a w 2002 r. w Brynicy wraz z Surowiną odnotowano 1344 (wedle innych danych 1337) osób, w tym 685 (ok. 51,0%) to kobiety; tworzono 445 gospodarstw domowych w 276 budynkach mieszkalnych (z 313 liczby ogólnej). W wieku przedprodukcyjnym/produkcyjnym/poprodukcyjnym: 21,8%/62,1%/16,1%. W 2006 r. miejscowość liczyła 1320 osób, a w 2009 liczba mieszkańców wynosiła 1335, z czego 678 osób (ok. 50,9%) to kobiety; w wieku przedprodukcyjnym/produkcyjnym/poprodukcyjnym: 16,4%/67,0%/16,6%.

## Oświata
Nie jest pewne, kiedy dokładnie powstała w miejscowości szkoła i w jakiej formie działała. W 1660 r. w miejscowości mieszkał nauczyciel, ale pierwszy budynek szkoły, drewniany, 1-izbowy, został wybudowany w okresie od 19 maja do 18 grudnia 1789 r. przy drewnianej plebanii. Do 1820 r. do szkoły w Brynicy uczęszczali także uczniowie z Grabczoka i Murowa (w tym roku wybudowano szkołę w Grabczoku, która służyła mieszkańcom tych 2 miejscowości). W 1824 r. przeprowadzono gruntowny remont budynku, spowodowany m.in. przeciekającym dachem, który zmieniono ze strzechy na kryty gontem. W nocy z 23 na 24 maja 1870 r. w miejscowości miał miejsce pożar, w wyniku którego spłonął m.in. budynek szkoły. Po pożarze tymczasowe 3 sale zorganizowano w 2 pobliskich domach prywatnych i na plebanii.
Nowy budynek (obecnie tzw. „stara szkoła”, w której mieści się przedszkole) został oddany w 1872 r. Poświęcenia budynku dokonał 16 listopada ówczesny proboszcz, Filip Schöbel. Był to budynek murowany, piętrowy, 2-skrzydłowy, z 3 salami (każda z zestawem ławek, tablicą i stołem nauczycielskim), biblioteką, mieszkaniami dla 2 nauczycieli i zapleczem gospodarczym. Koszt budowy został pokryty przez Urząd Królewski, natomiast gmina wniosła wkład w postaci robocizny i transportu. Kolejny budynek szkoły (tzw. „nowa szkoła”, w której nadal mieści się szkoła), zaczęto budować w maju 1908 r., co wiązało się między innymi z dużą liczbą uczniów (1908 r. – 358 uczniów). Prace budowlane zakończono w 1910 r., jednak nauka odbywała się już od 1 kwietnia 1909 r. Nowy budynek posiadał 4 sale, bibliotekę i mieszkania dla nauczycieli. Obok budynku szkoły znajdowały się plac zabaw oraz budynki gospodarcze i ogródek dla nauczycieli. Naukę prowadzono w obu budynkach.
29 sierpnia 1927 r. rozpoczęto rozbudowę budynku szkoły – w celu zwiększenia powierzchni mieszkalnej, dobudowano piętro nad skrzydłem bocznym. Wszystkie prace, wraz z malowaniem ścian zewnętrznych, zostały zakończone późną jesienią. Po przejściu frontu szkoła rozpoczęła ponowną działalność, już w języku polskim, 1 kwietnia 1945 r. Nauka odbywała się w „starej szkole”, ponieważ nowy budynek był remontowany. Oprócz remontu budynku, w latach powojennych wykonano w nim instalację elektryczną i zaadaptowano wschodnią część strychu na mieszkanie nauczycielskie.
Od 1958 r. w szkole rozpoczynały działalność kółka zainteresowań: prac dziewiarsko-hafciarskich, strzelecko-sportowe i dramatyczne. Raz w miesiącu do szkoły przyjeżdżało kino objazdowe – emitowano filmy popularnonaukowe (z tematyki fizycznej, biologicznej i geograficznej) dla każdej klasy, a na zakończenie zajęć film fabularny. W 1962 r. uruchomiono dalsze 4 kółka: teatru amatorskiego, recytatorskie, sportowe i biologiczne. Zorganizowano też Uniwersytet Powszechny, w ramach którego prowadzono kursy gospodarstwa domowego, kroju i szycia oraz haftu artystycznego. W 1963 r. uruchomiono sklepik uczniowski i Szkolną Kasę Oszczędności. W 1966 r. utworzono drużynę harcerską i Szkolny Klub Sportowy; działał też chór. W 1970 r. powstał przy szkole zespół mandolinistów (zrzeszający 10 osób); kierownikiem zespołu był mieszkaniec Brynicy, muzyk orkiestry Filharmonii Opolskiej im. Józefa Elsnera, Józef Pogrzeba. W latach powojennych w „starej szkole” zorganizowano przedszkole (od 1953 r.) i mieszkania nauczycielskie. Od 1966 r. były tam też sale szkolne, dla klas I. i II. W latach 80. w „nowej szkole” w zachodniej części strychu utworzono gabinet dyrektora, natomiast z mieszkań na parterze utworzono 2 sale i pokój nauczycielski; zmieniono też ogrzewanie, z piecy kaflowych na centralne.
W 1999 r. utworzono w szkole śląski kącik muzealny (inicjatorem była nauczyciel Danuta Sudoł). 27 czerwca 2001 r. szkoła otrzymała od prezydenta Aleksandra Kwaśniewskiego 3 komputery. Była to reakcja Kancelarii Prezydenta na list z prośbą o pomoc, wysłany przez uczniów szkoły. 19 września 2001 r. szkołę odwiedził poseł Henryk Kroll i podarował jej kserokopiarkę. Motto szkoły brzmi: „prawda, dobro, piękno”.

## Kultura i sport

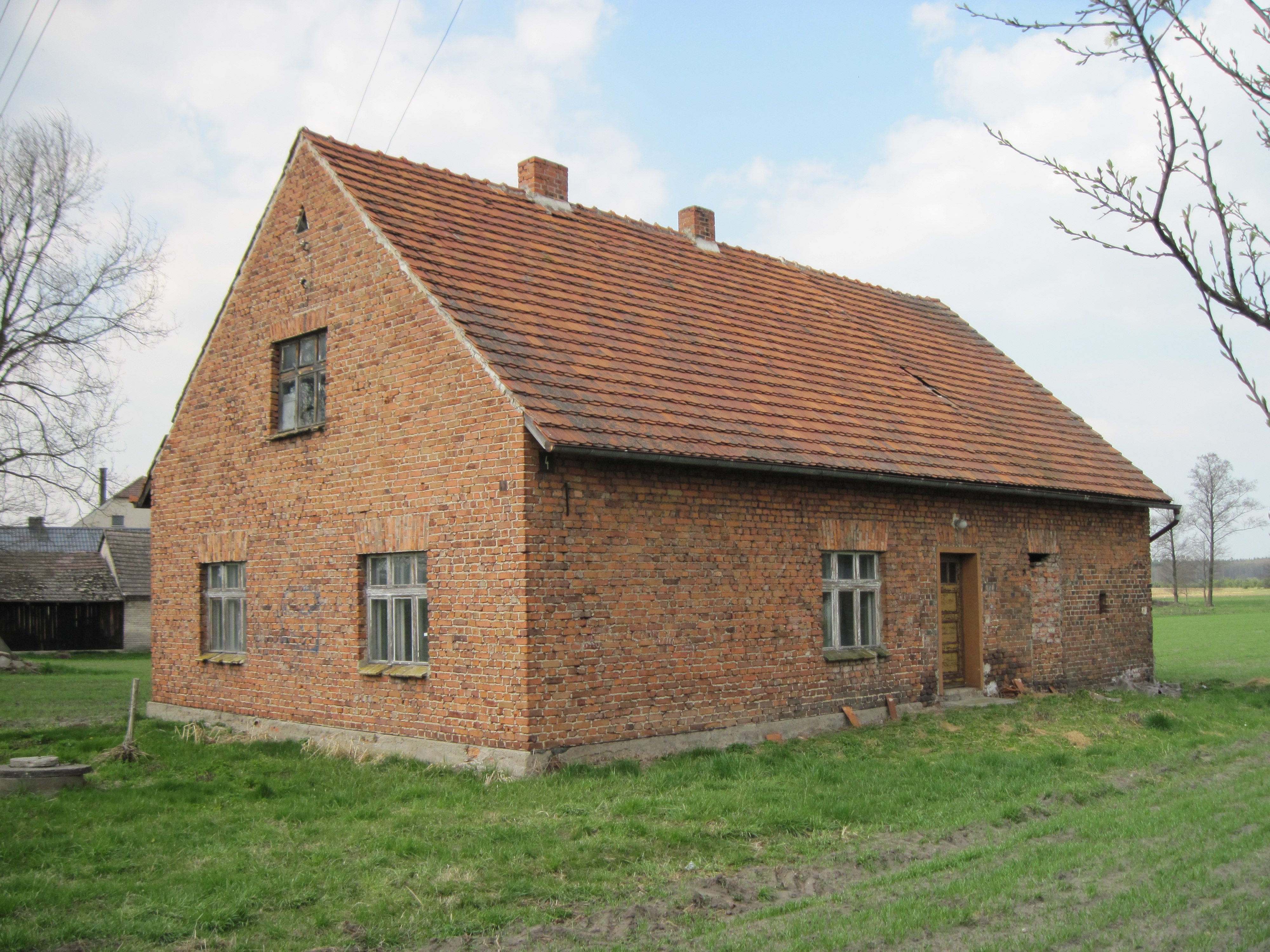
Budynek przy ul. Klasztornej, w którym kiedyś znajdowała się biblioteka (2011 r.)

W 1956 r. uruchomiono w miejscowości drugą, po szkolnej, bibliotekę – filię Gminnej Biblioteki Publicznej w Łubnianach. Placówka mieściła się na 1. piętrze budynku „starej szkoły”. Stamtąd została przeniesiona do gminnego budynku przy ul. Polnej, gdzie znajdowała się do czerwca 1988 roku. W tym czasie zarejestrowanych było 152 czytelników, a księgozbiór liczył ok. 7000 pozycji. Z powodu zawilgocenia budynku bibliotekę przeniesiono do prywatnego budynku przy ul. Klasztornej, a ostatecznie do nowego budynku remizy OSP.
W 1960 r. w „starej szkole” uruchomiono świetlicę, którą na przełomie lat 1967 i 1968 przemieniono w klubokawiarnię. Zakończyła ona swoją działalność, gdy rozpoczęto generalny remont budynku, a rolę świetlicy przejęła sala przy remizie OSP.
W latach 90. na 1. piętrze budynku „starej szkoły” działała wideoteka. Stamtąd została przeniesiona do budynku przy ul. Powstańców Śląskich (naprzeciwko „nowej szkoły”), potem do budynku w centrum miejscowości, przy placu Arnstein i do budynku przy ul. Łubniańskiej. Ostatecznie została zlikwidowana.
W miejscowości działają m.in.: klub sportowy LZS Brynica i koło MN DFK.

## OSP Brynica
Brynicka jednostka straży pożarnej została powołana 2 maja 1926 r. Do podjęcia tego kroku przyczyniły się pożary/podpalenia (12/13 lipca 1925 r. i 28/29 marca 1926 r.) Głównym założycielem jednostki był Franciszek Wosch – kierownik szkoły, weteran (w randze kapitana) I wojny światowej, przewodniczący zrzeszenia byłych żołnierzy z I wojny światowej (niem. Kameraden-Verein), organista w kościele i kierownik tamtejszego chóru; jako założyciel znalazł się także w pierwszym jej zarządzie, w którym działał do 1935 r. W latach 1928–1929 wybudowano remizę, która służyła także jako areszt; obok remizy postawiono stróżówkę dla stróża nocnego, którą rozebrano w latach 60. Początkowo jednostka nie była w pełni samodzielna i podlegała jednostce w sąsiednim Kupie; dopiero w 1935 r. stała się jednostką samodzielną.
Jednostka została ponownie zawiązana wiosną 1946 r. W 1949 r. w nagrodę za dobrą organizację komendant Rejonowej Straży Pożarnej w Opolu, por. Małeska, przyznał jednostce nową motopompę (Leopolia M-800) z fabryki w Bielsku-Białej. W 1956 r. cieśla Jan Wakan wybudował obok remizy wieżę strażacką (tzw. „wspinalnię”), służącą do suszenia węży i obserwacji okolicy. Rozebrano ją w latach 70. W latach 60. strażacy z jednostki byli zaangażowani w organizację życia kulturalnego w miejscowości i poza nią: prowadzili przedstawienia teatralne, organizowali imprezy sportowe i zabawy taneczne oraz sprowadzali szerokoekranowe kino objazdowe. W 1965 r. zakupiono za 8 tys. zł plac pod budowę nowej remizy. W 1967 r. rozpoczęto, w ramach czynu społecznego, jej budowę; budowniczym był mistrz murarski, Jan Dras, opłacony przez Gminę. W 1971 r. zmieniono motopompę; wyposażono też jednostkę w samochód marki FSC Żuk. Nową remizę oddano do użytku we wrześniu 1979 r. W tym czasie jednostkę tworzyło ok. 45 osób, w tym ok. 25 w ramach drużyny młodzieżowej dziewcząt i chłopców.
W 1991 r. Komendant Główny Straży Pożarnej w Opolu, płk. Filinger, przyznał jednostce wóz bojowy marki FSC Star (Żuk został przekazany jednostce w Kolanowicach). Na przełomie lipca i sierpnia 1996 r., z okazji jubileuszu jednostki, wyremontowano nowy budynek remizy; umieszczono też na nim rzeźbę Floriana z Lauriacum, poświęconą 5 maja 1996 r. W tym samym roku odremontowano także starą pompę ręczną, będącą zabytkiem jednostki. 26 lipca 2001 r. OSP Brynica została wpisana do KRS-u.

## Parafia
Parafię erygowano w 1818 r. Należą do niej też miejscowości Grabczok (gdzie znajduje się kościół filialny pw. św. Jana Chrzciciela) i Surowina. W 1914 r. parafię tworzyły także miejscowości Murów i Kupilas. 30 listopada 1924 r. Murów został włączony do nowo utworzonej parafii w Zagwiździu. Od 1949 r. do 28 stycznia 1957 r., m.in. ze względu na wysadzony most nad rzeką Małą Panwią, do brynickiej parafii należały też Świerkle.
Przy parafii działa Parafialny Zespół Caritas, zawiązany 18 kwietnia 2005 r.
Obok kościoła znajduje się też neoklasycystyczna plebania, wybudowana w 1818 r.; inicjatorem budowy był pierwszy proboszcz parafii, Filip Sobel. Budynek został rozbudowany (o mansardę) w 1903 r. i odnowiony w 1995 r. oraz na początku XXI w. W latach 1965–1975 zorganizowano przy plebanii centrum młodzieżowe i ośrodek oazowy Ruchu Światło-Życie. Na początku XXI w. na terenach plebanii urządzono tzw. „farski ogród” – miejsce, w którym w zamierzeniu mają odbywać się imprezy integrujące społeczność lokalną. Do kościoła przylega cmentarz, na którym znajduje się także kaplica cmentarna.

## Ludzie związani z Brynicą
- Henryk Kałuża (ur. w 1951 r.[33]) – pochodzący z Brynicy ksiądz kościoła rzymskokatolickiego, werbista, autor książek monograficznych o miejscowościach śląskich i biograficznych o werbistach. W latach 1993–1998 wydawał lokalne pismo „Nase Zycie”[29][70].
- Erica Maria Regina Rosalie Patzek (wł. Patrzek) (ur. 12 lipca 1911 w Berlinie-Wilmersdorf, zm. w lipcu 2007 r.) – córka pochodzącego z Brynicy rzeźnika i przedsiębiorcy. Jako aktorka w teatrze w Berlinie poznała pracującego tam jako projektant dekoracji i asystent reżysera szwedzkiego księcia Sigvarda Bernadotte. Znajomość zakończyła się małżeństwem zawartym 8 albo 19[71] marca 1934 r. w Londynie, w wyniku którego Sigvard Bernadotte został pozbawiony tytułu, odznaczeń i praw do tronu. Para rozwiodła się 14 października 1943 r.; nie miała dzieci[72].
- Adam Polechoński (ur. 1 listopada 1928 w Stanisławowie[73]) – proboszcz parafii brynickiej w latach 1963–2003, odpowiedzialny za uporządkowanie cmentarza, budowę kościoła w Grabczoku, centrum oazowego przy plebanii, zachowanie zabytkowych ołtarzy i pomnika w centrum miejscowości[30]; jego praca magisterska dotyczyła Brynicy[23].
- Franciszek Wosch (zm. w 1945 r., prawdopodobnie w kwietniu, w Opolu) – pochodzący z Siołkowic nauczyciel i kierownik szkoły w Brynicy, weteran (w randze kapitana) I wojny światowej, inicjator założenia brynickiej jednostki straży pożarnej, organista w kościele i kierownik tamtejszego chóru, przewodniczący „samoobrony” w okresie powstań śląskich i stowarzyszenia byłych żołnierzy z I wojny światowej, inicjator postawienia w centrum miejscowości pomnika poległym mieszkańcom, autor kroniki Brynicy; zmarł w Opolu w areszcie Armii Czerwonej.